# 바리오닉스
바리오닉스(Baryonyx)는 중생대 백악기 전기의 수각류 공룡이다. 최초의 골격은 1983년 영국 서리주의 스모크잭 점토 구덩이에서 웰드 점토 층의 퇴적층에서 발견되었고, 1986년 고생물학자 앨런 J. 채릭과 안젤라 밀너가 이름을 붙인 바리오닉스 워커리(Baryonyx walkeri)의 완모식표본이 되었다. 속명인 바리오닉스는 "무거운 발톱"을 의미하며, 첫 손가락에 있는 이 동물의 매우 큰 발톱을 암시한다. 완모식표본은 영국에서 발견된 가장 완전한 수각류 골격 중 하나이며, 이 발견은 언론의 관심을 끌었다. 이후 영국과 이베리아반도에서 발견된 표본들도 이 속으로 분류되었지만, 많은 표본들이 새로운 속으로 옮겨졌다.
완모식표본은 완전히 자라지 않은 것으로 추정되며, 몸길이는 7.5 ~ 10 미터 (300 ~ 390 in), 몸무게는 1.2 ~ 2 tonne (1,200 ~ 2,000 kg)였다. 바리오닉스는 길고 낮고 좁은 주둥이를 가지고 있었는데, 이는 가비알과 비교된다. 주둥이의 끝이 장미 모양으로 옆으로 확장되었다. 이 뒤쪽의 위턱에는 아래턱(같은 부위에서 위로 구부러져 있음)에 맞는 홈이 있었다. 그것은 코뼈 위에 삼각형 모양의 볏을 가지고 있었다. 바리오닉스는 앞쪽에 가장 큰 이빨을 가진 톱니 모양의 치아가 많이 있었다. 목은 S자 모양을 이루었고, 등뼈의 신경 가시는 앞쪽에서 뒤쪽까지 높이가 증가하였다. 한 개의 가늘고 긴 신경 척추는 등 중앙을 따라 혹이나 능선이 있었음을 나타낸다. 앞다리가 튼튼했고, 길이가 약 31cm(12인치)에 이르는 동명의 첫 손가락 발톱을 가지고 있었다.
현재 스피노사우루스과의 일원으로 인식되고 있는 바리오닉스과의 관계는 발견 당시 명확하지 않았다. 일부 연구자들은 수코미무스가 같은 속에 속한다고 주장하였다. 바리오닉스는 완모식표본 표본의 위 부위의 물고기 비늘에서 증명되었듯이, 물고기를 잡아먹는 최초의 수각류 공룡이었다. 또한 어린 이구아노돈과 공룡의 뼈를 포함하고 있기 때문에 더 큰 먹잇감과 청소동물의 활발한 포식자였을 수도 있다. 이 생물은 주로 앞다리와 큰 발톱으로 먹이를 잡고 처리했을 것이다. 바리오닉스는 다른 수각류, 조류, 용각류 공룡뿐만 아니라 익룡, 악어, 거북이, 물고기들과 함께 유하 환경에서 공존했을 것으로 추정된다.

## 특징

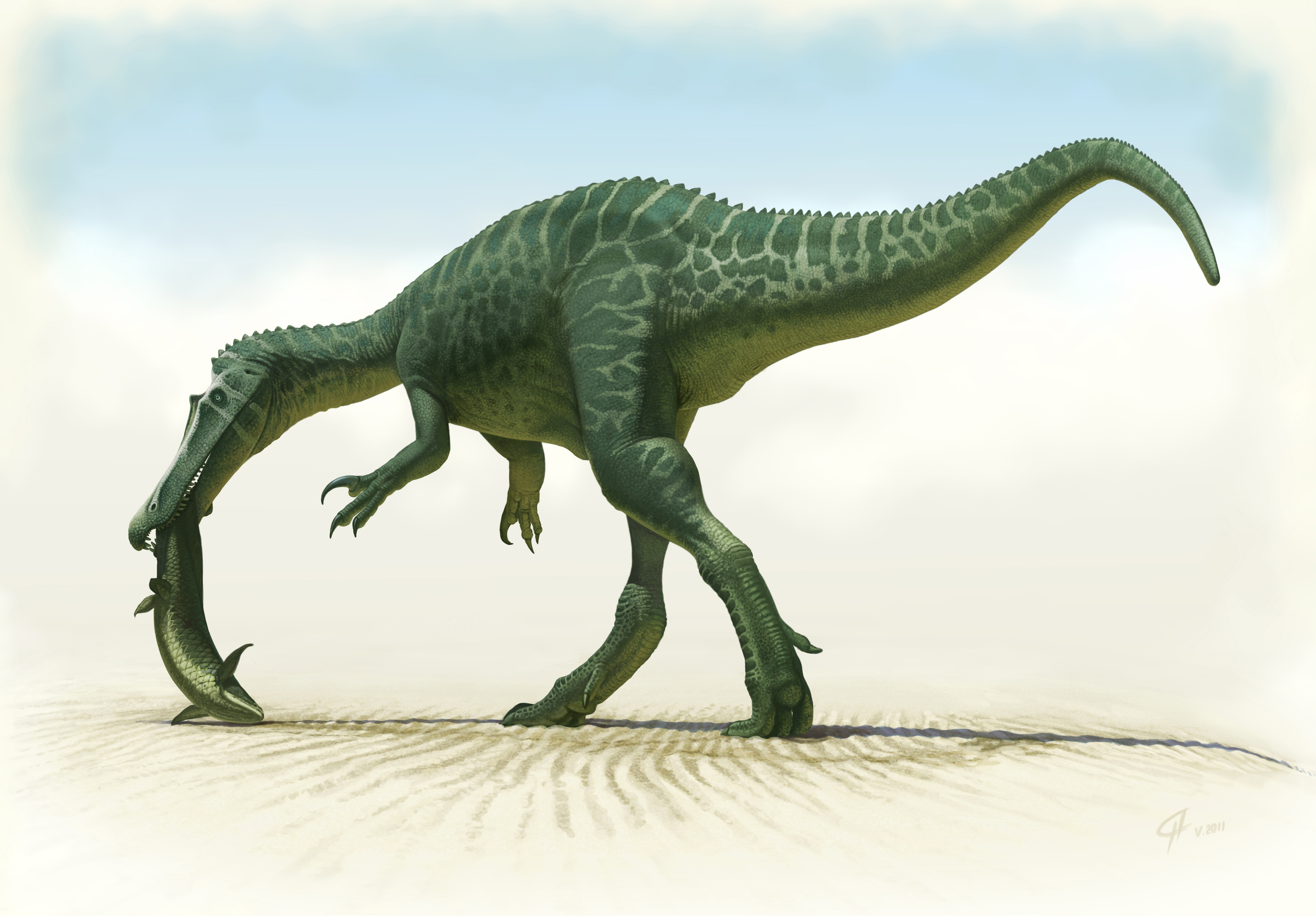
바리오닉스의 복원도

몸 전체 길이는 8 ~ 10 미터 (310 ~ 390 in)이고, 높이는 3 미터 (120 in), 체중은 약 3 tonne (3,000 kg) 정도 되었다. 입술 부분은 홀쪽하고 턱에는 96개에 달하는 이빨이 있다.
앞 발가락에는 30cm 정도의 큰 발톱이 붙어 있었는데, 이 발톱으로 오늘날의 곰과 같이 물고기를 찔러 잡아 먹었는지, 또는 무거운 몸을 기슭에서 지탱하기 위해 사용했는지에 대해서는 아직까지 확실한 증거 없이 추측만 되고 있다.